# Indianapolis 500 1925
Indianapolis 500 1925 (oryg. 13th International 500-Mile Sweepstakes Race) – trzynasta edycja wyścigu Indianapolis 500. Jeden z wyścigów Grand Prix rozegranych w 1926 roku oraz pierwsza eliminacja Mistrzostw Świata Konstruktorów AIACR.

## Wyniki

### Kwalifikacje
W kwalifikacjach każdy z kierowców miał do przejechania 4 okrążenia, w którym mierzono prędkość. Średnia prędkość spośród 4 okrążeń decydowała o klasyfikacji.
| Poz. | Nr | Kierowca        | Konstruktor | Czas         | Poz. s. |
| ---- | -- | --------------- | ----------- | ------------ | ------- |
| 1    | 28 | Leon Duray      | Miller      | 182,170 km/h | 1       |
| 2    | 12 | Peter DePaolo   | Duesenberg  | 181,989 km/h | 2       |
| 3    | 6  | Harry Hartz     | Miller      | 180,942 km/h | 3       |
| 4    | 2  | Earl Cooper     | Miller      | 177,811 km/h | 4       |
| 5    | 1  | Dave Lewis      | Miller      | 175,516 km/h | 5       |
| 6    | 8  | Ralph DePalma   | Miller      | 174,785 km/h | 18      |
| 7    | 17 | Ralph Hepburn   | Miller      | 174,595 km/h | 6       |
| 8    | 10 | Jules Ellingboe | Miller      | 173,538 km/h | 7       |
| 9    | 22 | Pietro Bordino  | Fiat        | 173,263 km/h | 8       |
| 10   | 38 | Peter Kreis     | Duesenberg  | 171,134 km/h | 9       |
| 11   | 27 | Frank Elliott   | Miller      | 168,835 km/h | 10      |
| 12   | 19 | Ira Vail        | Miller      | 168,634 km/h | 19      |
| 13   | 4  | Tommy Milton    | Miller      | 167,960 km/h | 11      |
| 14   | 5  | Fred Comer      | Miller      | 167,847 km/h | 12      |
| 15   | 3  | Bennett Hill    | Miller      | 167,640 km/h | 13      |
| 16   | 9  | Phil Shafer     | Duesenberg  | 166,603 km/h | 22      |
| 17   | 15 | William Shattuc | Miller      | 164,265 km/h | 14      |
| 18   | 14 | Bob McDonogh    | Miller      | 164,041 km/h | 20      |
| 19   | 24 | Earl Devore     | Miller      | 157,391 km/h | 15      |
| 20   | 23 | Wade Morton     | Duesenberg  | 154,208 km/h | 16      |
| 21   | 29 | Herbert Jones   | Miller      | 143,876 km/h | 17      |
| 22   | 7  | Milton Jones    | Ford        | 142,391 km/h | 21      |
| Poz. | Nr | Kierowca        | Konstruktor | Czas         | Poz. s. |

### Wyścig
Źródło: ultimateracinghistory.com
| P  | + / –     | Nr | Kierowca        | Konstruktor | Okr. | Czas / Strata     | Komentarz |
| -- | --------- | -- | --------------- | ----------- | ---- | ----------------- | --------- |
| 1  | 1         | 12 | Peter DePaolo   | Duesenberg  | 200  |                   |           |
| 2  | 3         | 1  | Dave Lewis      | Miller      | 200  |                   |           |
| 3  | 19        | 9  | Phil Shafer     | Duesenberg  | 200  |                   |           |
| 4  | 1         | 6  | Harry Hartz     | Miller      | 200  |                   |           |
| 5  | 6         | 4  | Tommy Milton    | Miller      | 200  |                   |           |
| 6  | 5         | 28 | Leon Duray      | Miller      | 200  |                   |           |
| 7  | 11        | 8  | Ralph DePalma   | Miller      | 200  |                   |           |
| 8  | 1         | 38 | Peter Kreis     | Duesenberg  | 200  |                   |           |
| 9  | 5         | 15 | William Shattuc | Miller      | 200  |                   |           |
| 10 | 2         | 22 | Pietro Bordino  | Fiat        | 200  |                   |           |
| 11 | 1         | 5  | Fred Comer      | Miller      | 200  |                   |           |
| 12 | 2         | 27 | Frank Elliott   | Miller      | 200  |                   |           |
| 13 | 2         | 24 | Earl Devore     | Miller      | 198  | +2 okr            |           |
| 14 | 6         | 14 | Bob McDonogh    | Miller      | 188  | Pręt kratownicy   |           |
| 15 | 1         | 23 | Wade Morton     | Duesenberg  | 156  | Wypadek           |           |
| 16 | 10        | 17 | Ralph Hepburn   | Miller      | 144  | Wyciek gazu       |           |
| 17 | 13        | 2  | Earl Cooper     | Miller      | 127  | Wypadek           |           |
| 18 | 5         | 3  | Bennett Hill    | Miller      | 69   | Tylna oś          |           |
| 19 | 2         | 29 | Herbert Jones   | Miller      | 69   | Wypadek           |           |
| 20 | 1         | 19 | Ira Vail        | Miller      | 63   | Rod               |           |
| 21 | Bez zmian | 7  | Milton Jones    | Ford        | 33   | Skrzynia biegów   |           |
| 22 | 15        | 10 | Jules Ellingboe | Miller      | 24   | Układ kierowniczy |           |
| P  | + / –     | Nr | Kierowca        | Konstruktor | Okr. | Czas / Strata     | Komentarz |